# UKS Ósemka Wejherowo
UKS Ósemka Wejherowo – polski męski klub unihokejowy z siedzibą w Wejherowie. Drużyna zadebiutowała w Ekstralidze Mężczyzn w sezonie 2006/2007, ale w kolejnym sezonie zawiesiła swoje występy na dwa lata. Do rozgrywek na najwyższym poziomie "Ósemka" wracała dwukrotnie w sezonie 2009/10 i 2015/16. Obecnym trenerem drużyny jest Grzegorz Janiszewski. Oprócz sekcji męskiej prowadzone były również sekcje juniorskie..

## Sukcesy

### Krajowe
Ekstraliga polska w unihokeju mężczyzn
- 4. miejsce (2 x) - 2006/07, 2010/11
- 5. miejsce (1 x) - 2015/16
- 6. miejsce (1 x) - 2011/12

Juniorzy Starsi
- 2.miejsce( 2 x ): 2009/10, 2010/11